# 섬광기억
섬광기억(flashbulb memory)은 놀랍거나 충격적인 사건에 대한 생생하고 오래 지속되는 기억이다.
"섬광기억"의 영단어 flashbulb memory라는 용어는 사진의 놀라움, 무차별적인 조명, 세부 사항 및 간결함을 암시한다. 그러나 섬광기억은 다소 무차별적이고 완전하지도 않다. 사람들은 자신의 기억에 대해 매우 확신을 갖고 있지만 기억의 세부사항은 잊어버릴 수 있다는 증거가 있다.
섬광기억은 자서전적 기억의 한 유형이다. 일부 연구자들은 섬광기억이 개인적인 중요성, 결과, 감정, 놀라움의 요소에 의존하기 때문에 섬광기억을 다른 유형의 자서전적 기억과 구별해야 할 이유가 있다고 믿는다. 다른 사람들은 평범한 기억이 매우 독특하고, 개인적으로 중요하거나, 반복적으로 연습하면 정확하고 오래 지속될 수 있다고 믿는다.
섬광기억은 장소, 진행 중인 활동, 정보 제공자, 자신의 정서, 기타 정서, 여파 등 6가지 특징을 가지고 있다. 아마도 섬광기억의 주요 결정 요인은 높은 수준의 놀라움, 높은 수준의 결과성, 그리고 감정적 각성이다.

## 같이 보기
- 여키스-도슨 법칙